# Korthalsia rogersii
Korthalsia rogersii är en enhjärtbladig växtart som beskrevs av Odoardo Beccari. Korthalsia rogersii ingår i släktet Korthalsia och familjen Arecaceae.
Artens utbredningsområde är Andamanerna. Inga underarter finns listade i Catalogue of Life.